# 瓦利鎮區 (阿肯色州克利本縣)
瓦利鎮區（英語：Valley Township）是位於美國阿肯色州克利本縣的一個行政鎮區。

## 地方資料
瓦利鎮區的面積為44.15平方千米，當中陸地面積為15.44平方千米，而水域面積為28.71平方千米。根據2010年美國人口普查的數據，當地共有人口621人，而人口密度為每平方千米14.07人。